# Акулий торнадо 3
«Акулий торнадо 3» (англ. Sharknado 3: Oh Hell No!; подзаголовок переводится как «Ой, чёрт, нет!») — это американский научно-фантастический комедийный фильм-катастрофа 2015 года и третья часть серии фильмов «Акулий торнадо», следующая за «Акулий торнадо» и «Акулий торнадо 2: Второй по счёту». Режиссёром фильма выступил Энтони Ферранте, а Иан Зиринг, Тара Рид, Кэсси Скербо и Марк МакГрат повторили свои роли из предыдущих частей. Также к актёрскому составу присоединились Дэвид Хассельхофф, Бо Дерек, Райан Ньюман (заменивший Обри Пиплз в роли Клаудии Шепард из первого фильма) и Джек Гриффо.
Ирландский музыкальный дуэт Jedward написал и исполнил официальную тему фильма "Oh Hell No", а также сыграл в фильме небольшое камео. В фильме Фин Шепард и его союзники пытаются остановить группу акулообразных смерчей, которые возникают вдоль Восточного побережья США, от Вашингтона, округ Колумбия, до Флориды.
Премьера фильма состоялась на канале Syfy в США 22 июля 2015 года.

## Сюжет
Фин Шеперд в Белом доме получает Президентскую медаль Свободы, когда на столицу страны обрушивается новый акулий торнадо. Смерч разрушает Белый дом, Монумент Вашингтону и другие прилегающие здания и сооружения, акулы убивают нескольких почётных гостей церемонии, охранников президента, так что за его жизнь теперь отвечает Фин. Они вдвоём убивают несколько десятков акул, а потом торнадо внезапно исчезает.
Тем временем беременная на последнем месяце жена Фина, Эйприл, его дочь Клаудия и тёща Мэй находятся в Орландо (Флорида) в парке развлечений Universal Orlando. Все авиарейсы из Вашингтона отменены, поэтому Фин берёт машину, чтобы добраться до Орландо. По пути он снова попадает в акулий торнадо и встречает Нову Кларк, свою старую знакомую. Теперь она вместе со своим приятелем Лукасом сражается с акулами не хуже самого Фина. Фин, Нова и Лукас отправляются на специально оборудованном автобусе на юг, в Орландо. Мост через реку, на другой берег которой им надо, оказывается уничтожен торнадо, поэтому троица отправляется на военно-воздушную базу Чарлстона, расположенную поблизости. Командующий ею — генерал Готтлиб, старый знакомый Фина. Он выделяет троице старый самолёт, использующийся для тренировочных полётов. Акулий торнадо нападает на базу, Лукас погибает, активизируя антиакулье устройство в автобусе, а Фин и Нова взлетают, продолжая путь в Орландо.
Тем временем в парк, где отдыхают Эйприл, Клаудия и Мэй, с неба падает одиночная акула, убивающая работающего здесь спасателя на водах. По указанию Фина женщины спешат покинуть заведение, но не могут найти Клаудию, которая в это время развлекается на аттракционах парка с новым знакомым. Вскоре на парк обрушиваются сотни акул.
Через некоторое время Фин и Нова подлетают к трассе Daytona 500, где проходит гонка NASCAR, и в это же время трассу накрывает акулий торнадо. Фин и Нова сбрасывают в центр торнадо запасной бак с горючим и взрывают его, ослабляя смерч и уничтожая акул в нём. Одна из акул сталкивается с истребителем и тот теряет управление. С трудом Фин сажает самолёт на воду в Universal Orlando, он и Нова в одном нижнем белье, но с бензопилами выходят на берег, шокируя посетителей. Вскоре семья Фина в сборе: он находит жену, дочь и тёщу. Акулий торнадо, убив несколько десятков посетителей, уходит.
Фин с семьёй и Нова отправляются на мыс Канаверал на гоночных автомобилях. По пути они заезжают в ресторанчик, где Фин общается со своим отцом, полковником НАСА. Для уничтожения акульих торнадо над Восточным побережьем, которые могут соединиться и стать невероятно разрушительными, нужна помощь военных. Для этого Фин предполагает использовать космический челнок, который создаст необходимый «столб огня с температурой выше, чем на поверхности Солнца».
Фин с отцом собираются стартовать на космическом корабле в космос, но дело затягивает Эйприл, бросившаяся отговаривать мужа от этой безумной выходки. В итоге на челноке оказываются трое астронавтов, а не двое, а запуск отменяют из-за вплотную приблизившегося торнадо. На помощь приходит Нова, взлетающая на истребителе и «расчищающая» его реактивными соплами «окно» для взлёта шаттла. Космический челнок взлетает, астронавты сбрасывают на торнадо бомбу и полный топливный бак, взрывают их, а сами выходят на орбиту. Однако стена торнадо настолько велика, что это не даёт ожидаемого эффекта. Тогда полковник предлагает использовать мощь спутников, являющихся частью программы «Стратегическая оборонная инициатива» (СОИ). Огненный столб из спутника уничтожает акулий торнадо. После этого выясняется, что в челноке мало топлива, и поэтому нет возможности забрать полковника со спутника СОИ; а затем на шаттл нападают акулы, оказавшиеся в космосе. Огромная акула целиком глотает Эйприл, и Фин, бросив разваливающийся корабль, с помощью реактивного ранца устремляется за хищником и добивается, чтобы его тоже проглотили целиком. С помощью парашютов Фин совершает мягкую посадку внутри обуглившейся акулы. Он выбирается из неё, затем Эйприл изнутри разрезает эту акулу, передаёт Фину новорожденного сына, которого называют, в честь деда, Гил, а потом выбирается и сама. К счастливым родителям прибегают Нова и Клаудия.
Выясняется, что полковник Гилберт в добром здравии находится на Луне, а на Эйприл падает обломок шаттла.

## В ролях

### В главных ролях
- Иан Зиринг — Фин Шеперд
- Тара Рид — Эйприл Шепард, жена Фина
- Кэсси Сербо — Нова Кларк, бывшая официантка в ресторане Фина, ныне — его напарница
- Райан Ньюмен — Клаудия Шепард, дочь Фина
- Дэвид Хассельхофф — Гилберт Грейсон Шепард, отец Фина, полковник НАСА[3]
- Бо Дерек — Мэй Уэкслер, мать Эйприл, тёща Фина

### Во второстепенных ролях и эпизодах
Во второстепенных ролях и эпизодах фильма снялись множество известных людей: актёры, телеведущие, участники реалити-шоу, стендап-комики, рестлеры, писатели, политики, автогонщики и другие. Ниже указаны лишь некоторые из них:
- Марк Макграт — Мартин Броди
- Марк Кьюбан — Маркус Роббинс, Президент США[6][7]
- Джек Гриффо — Билли, юноша, подружившийся с Клаудией в парке развлечений
- Фрэнки Муниз — Лукас Стивенс, напарник Новы
- Блэр Фоулер[англ.] — Джесс, подруга Клаудии
- Майкл Уинслоу — Брайан «Джонси» Джонс
- Мишель Бидл[англ.] — агент Аргайл
- Ни-Йо — агент Деворо
- Крис Джерико — Брюс, служитель аттракциона
- Энн Коултер — Соня Бак, вице-президент США[6]
- Кристофер Джадж — Модел, главный агент
- Грант Имахара — Лодж
- Лу Ферриньо — агент Баннер
- Лоренцо Ламас — сержант Рок
- Ким Ричардс — Бэбс Дженсен, служащая парка развлечений «Universal Orlando»[8][9]
- Билл Энгвалл[англ.] — Гэри Мартин Хейз, глава аппарата Белого дома
- Джеки Коллинз — в роли самой себя
- Синди Марголис — мисс Лайтелла
- Келлита Смит — сержант Роберта Уоррен
- Мария Менунос — Си. Джей. Соркин
- Келти Найт[англ.] — Элвес
- Роберт Клейн[англ.] — мэр Нью-Йорка
- Энтони Винер — Реджина, директор НАСА
- Тим Расс — генерал Готтлиб
- Марис Уэлле — офицер Дэвис, полицейская-охранница парка развлечений
- Райан Керриган[англ.] — Гарбер, техник
- Рик Фокс — Уэбб
- Джерри Спрингер — мистер Уайт
- Рэй Джей[англ.] — Том Мейджор
- Женевьева Мортон — гостья Белого дома
- Пенн Джиллетт — лейтенант-полковник Стило
- Теллер — майор Кайссер
- Джоуи Логано — в роли самого себя
- Брэд Кезеловски — в роли самого себя
- Кендра Уилкинсон — Флоу, официантка
- Бобак Фердоуси[англ.] — Мэтт Мейсон
- Холли Мэдисон — лейтенант Харрисон
- Харви Левин[англ.] — Лестер Уильямс
- Джош Барнетт — сержант Ричардс
- Макс Келлерман[англ.] — Джозеф, лётчик
- Дарси Демосс[англ.] — лётчица
- Марселлус Уайли[англ.] — Иверсон
- Крис Киркпатрик — телохранитель
- Том Комптон[англ.] — репортёр
- Мишель Бахман — в роли самой себя
- Брайан Митчелл[англ.] — техник Хоуи
- Джордж Мартин — в роли самого себя
- Мэтт Лауэр — в роли самого себя
- Эл Рокер[англ.] — в роли самого себя
- Натали Моралес — в роли самой себя
- Саванна Гатри — в роли самой себя
- Кэти Ли Гиффорд — в роли самой себя
- Хода Котб[англ.] — в роли самой себя
- Элвис Дуран[англ.] — в роли самого себя
- Алексис Оханиан[англ.] — в роли самого себя
- Джордж Диллер[англ.] — в роли самого себя
- Энтони Ферранте — Мэрими, директор НАСА по запускам[8]

В роли самих себя и без указания в титрах также снялись: Бруно Саломоне (майор Рене Жубер), спортсмены Чэд Джонсон (техник НАСА) и Невилл Саутолл, поп-дуэт Jedward (посетители «американских горок»), писатель-сатирик Оливер Калькофе.

## Производство
Съёмки фильма происходили в городах Орландо (Флорида), Вашингтон и Санта-Кларита (Калифорния); интерьер Белого дома был снят в Лос-Анджелесском музее естественной истории.
В небольшой роли самого себя в фильме снялся Джаред Фогл, оратор-рекламщик (Spokesperson), «парень Subway». Однако сцены с его участием были вырезаны, так как спустя несколько дней после премьеры фильма Фогл был обвинён в педофилии и хранении детской порнографии. Он признал свою вину и получил 15 лет и 8 месяцев тюрьмы.
Первоначально роль Президента США должен был исполнить миллиардер Дональд Трамп, но в итоге он отказался от этого, так как начал готовиться к настоящей гонке за президентское кресло. В итоге роль президента исполнил другой миллиардер — Марк Кьюбан, а Трамп спустя полтора года после премьеры фильма стал настоящим Президентом США.
Премьера ленты состоялась 22 июля 2015 года на телеканале Syfy. В этот же день вышел комикс-«уаншот» «Арчи против акульего торнадо», выпущенный издательством Archie Comics. Автор сценария — Энтони Ферранте, художник — Дэн Парент. По сюжету, акулий торнадо свирепствует в Ривердейле.
Спин-оффом «Акульего торнадо 3» является телефильм «Лавалантула», показанный на том же канале Syfy спустя три дня после премьеры «…Торнадо».
О выпуске четвёртой части серии было объявлено сразу после премьеры третьей, в финальных титрах. Поскольку в финале третьей части на главную героиню, Эйприл Уэкслер, упал обломок космического челнока, и неясно, осталась она жива или нет, то прямо в финальных титрах третьей части последовал призыв к пользователям Твиттера с помощью голосования, используя хештеги #AprilLives или #AprilDies, решить её судьбу. В четвёртой части Эйприл, в итоге, оказалась жива.
Четвёртую ленту серии «Акулий торнадо» снял тот же режиссёр, который создал и предыдущие три, а также главные роли здесь исполняют те же актёры.

## Критика
«Акулий торнадо 3» получил в основном негативные и смешанные отзывы от критиков и зрителей. Rotten Tomatoes дал фильму рейтинг в 36 %, заключив: «„Акулий торнадо 3“ больше кусает, чем жуёт, оставляя зрителей в затянутой путанице, что даже скорее хорошо, чем плохо». На Metacritic фильм получил оценку 53 из 100 на основе отзывов 19 критиков, что означает "смешанные или средние отзывы". Variety отметил, что «„само-шутки“ в этой ленте приносят меньшую отдачу, чем в предыдущих двух частях»; а также посетовал на то, что в третьей части «заметен ненасытный аппетит создателей, желающих получить как можно больше наличности». Daily News: «фильм оставил рыбное послевкусие». The New York Times: «абсурдность фильма на забавном уровне… в некоторых местах лента совершенно бесстыдная, особенно, что касается продакт-плейсмента». IGN: «фильм неожиданно отвратительный». Дэвид Хассельхофф: «это худший фильм, что вы когда-либо видели… Первый был худшим, второй — ещё хуже. Для меня большая честь играть в третьем». В 2016 году фильм номинировался на премию «Сатурн» в категории «Лучшая телепостановка», но не выиграл награды.

## Отсылки к культурным явлениям
- Персонаж Ким Ричардс носит имя Бэбс Дженсен, и она является служащей парка развлечений Universal Orlando. Это же имя носит одна из главных героинь фильма Зверинец» (1978) в исполнении актрисы Марты Смит, которая в итоге становится гидом по киностудии и парку развлечений Universal Studios Hollywood.
- Персонаж Келлиты Смит носит имя Роберта Уоррен. Эта же актриса играет персонажа с таким же именем в сериале «Нация Z» (2014—2018) Также отсылкой к этому сериалу является диалог Роберты и Лукаса: «— Я действительно ненавижу акул». «— Могло быть и хуже: например, зомби».
- Вступительная заставка фильма пародирует начало всех лент «бондианы», только Иан Зиринг в отличие от Бонда держит в руке не пистолет, а бензопилу, а чёрный круг вокруг него заменён на акулью пасть, «вид изнутри».
- Техник, собирающий Фина в полёт, говорит: «Не волнуйтесь из-за всей этой ерунды с Баком Роджерсом». Он же говорит, что, возможно, акулы помогут с Чужими.
- Продакт-плейсмент, встречающийся в фильме[23]: Subway, Universal Orlando, NASCAR (в ленте в роли самих себя снялись несколько известных автогонщиков), Xfinity.

## Сиквел
После премьеры "Акульего торнадо 3" было подтверждено, что за ним последует "Акулий торнадо 4: Пробуждение". Фильм заканчивается клиффхэнгером, оставляющим открытым вопрос о том, погибла ли Эйприл в результате падения обломков. Рекламная кампания, начавшаяся после выхода фильма, рекламировала кампанию в Твиттере, предлагая фанатам решить её судьбу с помощью хэштегов "#AprilLives" или "#AprilDies", результаты которой должны были быть раскрыты в четвёртом фильме. Четвёртая часть вышла в эфир 31 июля 2016 года.